# アンディ・マルテ
アンディ・マヌエル・マルテ（Andy Manuel Marte, 1983年10月21日 - 2017年1月22日）は、ドミニカ共和国・エルマナス・ミラバル州ビラ・タピア出身のプロ野球選手（三塁手）。右投右打。Marte姓は、一般的には「マーテイ(MAR-tay)」と読む。

## 経歴

### ブレーブス時代
2000年9月12日にアトランタ・ブレーブスと契約を結んだ。
2005年6月7日に、インターリーグのロサンゼルス・エンゼルス・オブ・アナハイム戦でメジャーデビューを果たした。7番・三塁で先発起用され、3打席に立ち、安打こそ放つ事が出来なかったものの、1打点を記録した。この年は24試合に出場し、打率.140、4打点という成績を残した。

### インディアンス時代
2005年12月8日にエドガー・レンテリアとのトレードでボストン・レッドソックスに移籍した。
2006年1月27日にジョシュ・バード、ココ・クリスプ、デビッド・リスキーとのトレードでギレルモ・モタ、ケリー・ショパックと共にクリーブランド・インディアンスに移籍した。3月1日にインディアンスと1年契約に合意。3月27日にAAA級バッファロー・バイソンズへ異動し、開幕をAAA級で迎えた。開幕後はAAA級で96試合に出場し、15本塁打46打点1盗塁、打率.261だった。7月28日にメジャーへ昇格。この年は50試合に出場し、5本塁打23打点、打率.226だった。
2007年2月28日にインディアンスと1年契約に合意。開幕ロースター入りしたが、4月23日にハムストリングの故障で15日間の故障者リスト入りした。5月19日に復帰したが、5月28日にAAA級バッファローへ降格。9月4日に再昇格した。20試合に出場し、打率.193・1本塁打・8打点だった。
2008年は多くの出場機会を与えられたが、8月27日の試合まで打率.200さえ超えない状況が続き、シーズン通じていずれも自己最多の80試合に出場し、235打数を記録したにもかかわらず、打率.221・3本塁打・17打点という成績に終わった。
2009年2月19日にフアン・サラスの獲得に伴いDFAとなり、2月23日に放出され、2月25日にAAA級コロンバス・クリッパーズへ降格した。7月28日にインディアンスと再びメジャー契約を結んだ。この年は、いずれも自己ベストを僅かに更新する打率.232・6本塁打・25打点という打撃成績を残したが、打率.250、出塁率.300のラインを上回る事はできず、最終的にレギュラーポジションを奪取するには至らなかった。
2010年は開幕ロースター入りし、自己最多の81試合に出場。打率.229・5本塁打・19打点だった。オフの11月5日に40人枠を外れ、AAA級コロンバスへ降格し、11月6日にFAとなった。

### パイレーツ傘下時代
2010年12月1日にピッツバーグ・パイレーツとマイナー契約を結んだ。
2011年はAAA級インディアナポリス・インディアンスで97試合に出場し、7本塁打37打点2盗塁、打率.202だった。オフの11月2日にFAとなった。
2012年は無所属のままシーズンを終えた。

### 独立リーグ時代
2013年は、独立リーグであるアトランティックリーグのヨーク・レボリューションと契約を結んだ。
ここでは、96試合に出場。19本塁打74打点、打率.301だった。シーズン途中に、退団した。

### エンゼルス傘下時代
2013年8月5日にロサンゼルス・エンゼルス・オブ・アナハイムとマイナー契約を結んだ。
ここでは、AAA級ソルトレイク・ビーズで26試合に出場し、6本塁打18打点、打率.362だった。オフの11月5日にFAとなった。

### ダイヤモンドバックス時代
2013年12月13日にアリゾナ・ダイヤモンドバックスとマイナー契約を結んだ。
2014年はAAA級リノ・エーシズで開幕を迎え、102試合に出場。13本塁打62打点1盗塁、打率.330と活躍し、7月31日にダイヤモンドバックスとメジャー契約を結んだ。同日のピッツバーグ・パイレーツ戦で6回裏に代打として4年ぶりの出場を果たし、ジェフ・ロックから勝ち越しの2点本塁打を放った。昇格後は6試合に出場したが、1本塁打3打点、打率.188の成績にとどまり、8月7日にDFAとなった。8月9日にAAA級リノへ降格した。

### KTウィズ時代
2014年11月15日、韓国プロ野球・KTウィズと契約した。
2015年より一軍戦に参加したKTウィズにとって、初の外国人野手となった。同年チーム最多の89打点を記録した。
2016年は故障で8月9日の出場が最後となった。

### 突然の死
2017年1月22日、ドミニカ共和国で乗用車を運転中に交通事故で死亡した（なお同日にはカンザスシティ・ロイヤルズのヨーダノ・ベンチュラも同じく交通事故で亡くなっている。マルテが人生最後に出場したメジャーリーグ公式戦での相手先発がベンチュラだった。）。
同年1月24日、生前最後に所属していたKTの本拠地・水原KTウィズパーク内には故人の遺影をかかげた献花台が設置された。
また、球団はマルテがつけていた背番号5を一年間欠番とした。その後は洪現彬が継承。

## 選手としての特徴
打撃ではマイナーリーグ12年間で163本塁打を放ったパワーが売り。特に2002年は21本塁打、105打点、2004年は110試合で24本塁打とパワーを存分に発揮している。守備では、マイナー・メジャーともに守備率9割4分台と失策が多い。一方で、守備範囲は平均レベル以上で、通算DRS + 7であり、インディアンス移籍後に限れば、+ 15となっている。

## 詳細情報

### 年度別打撃成績
| 年 度    | 球 団    | 試 合 | 打 席 | 打 数 | 得 点 | 安 打 | 二 塁 打 | 三 塁 打 | 本 塁 打 | 塁 打 | 打 点 | 盗 塁 | 盗 塁 死 | 犠 打 | 犠 飛 | 四 球 | 敬 遠 | 死 球 | 三 振 | 併 殺 打 | 打 率 | 出 塁 率 | 長 打 率 | O P S |
| -------- | -------- | ----- | ----- | ----- | ----- | ----- | -------- | -------- | -------- | ----- | ----- | ----- | -------- | ----- | ----- | ----- | ----- | ----- | ----- | -------- | ----- | -------- | -------- | ----- |
| 2005     | ATL      | 24    | 66    | 57    | 3     | 8     | 2        | 1        | 0        | 12    | 4     | 0     | 1        | 0     | 2     | 7     | 0     | 0     | 13    | 2        | .140  | .227     | .211     | .438  |
| 2006     | CLE      | 50    | 178   | 164   | 20    | 37    | 15       | 1        | 5        | 69    | 23    | 0     | 0        | 0     | 0     | 13    | 0     | 1     | 38    | 3        | .226  | .287     | .421     | .707  |
| 2007     | CLE      | 20    | 60    | 57    | 3     | 11    | 4        | 0        | 1        | 18    | 8     | 0     | 0        | 0     | 0     | 2     | 0     | 1     | 9     | 0        | .193  | .233     | .316     | .549  |
| 2008     | CLE      | 80    | 257   | 235   | 21    | 52    | 11       | 1        | 3        | 74    | 17    | 1     | 2        | 7     | 0     | 14    | 0     | 1     | 52    | 5        | .221  | .268     | .315     | .583  |
| 2009     | CLE      | 47    | 175   | 155   | 20    | 36    | 6        | 1        | 6        | 62    | 25    | 0     | 0        | 1     | 4     | 14    | 1     | 1     | 30    | 5        | .232  | .293     | .400     | .693  |
| 2010     | CLE      | 81    | 188   | 170   | 18    | 39    | 7        | 2        | 5        | 65    | 19    | 0     | 3        | 0     | 1     | 17    | 0     | 0     | 35    | 2        | .229  | .298     | .382     | .680  |
| 2014     | ARI      | 6     | 16    | 16    | 1     | 3     | 0        | 0        | 1        | 6     | 3     | 0     | 0        | 0     | 0     | 0     | 0     | 0     | 3     | 0        | .188  | .188     | .375     | .563  |
| 2015     | KT       | 115   | 486   | 425   | 85    | 148   | 32       | 1        | 20       | 242   | 89    | 0     | 0        | 0     | 8     | 51    | 7     | 2     | 60    | 19       | .348  | .414     | .569     | .983  |
| 2016     | KT       | 91    | 381   | 325   | 52    | 86    | 16       | 0        | 22       | 168   | 74    | 0     | 0        | 0     | 5     | 50    | 0     | 1     | 51    | 12       | .265  | .360     | .517     | .877  |
| MLB：7年 | MLB：7年 | 308   | 940   | 854   | 86    | 186   | 45       | 6        | 21       | 306   | 99    | 1     | 6        | 8     | 7     | 67    | 1     | 4     | 180   | 17       | .218  | .276     | .358     | .634  |
| KBO：2年 | KBO：2年 | 206   | 867   | 750   | 137   | 234   | 48       | 1        | 42       | 410   | 163   | 0     | 0        | 0     | 13    | 101   | 7     | 3     | 111   | 31       | .312  | .390     | .547     | .937  |

### 年度別守備成績
| 年 度 | 球 団 | 投手（P） | 投手（P） | 投手（P） | 投手（P） | 投手（P） | 投手（P） | 一塁（1B） | 一塁（1B） | 一塁（1B） | 一塁（1B） | 一塁（1B） | 一塁（1B） | 三塁（3B） | 三塁（3B） | 三塁（3B） | 三塁（3B） | 三塁（3B） | 三塁（3B） |
| 年 度 | 球 団 | 試 合     | 刺 殺     | 補 殺     | 失 策     | 併 殺     | 守 備 率  | 試 合      | 刺 殺      | 補 殺      | 失 策      | 併 殺      | 守 備 率   | 試 合      | 刺 殺      | 補 殺      | 失 策      | 併 殺      | 守 備 率   |
| ----- | ----- | --------- | --------- | --------- | --------- | --------- | --------- | ---------- | ---------- | ---------- | ---------- | ---------- | ---------- | ---------- | ---------- | ---------- | ---------- | ---------- | ---------- |
| 2005  | ATL   | -         | -         | -         | -         | -         | -         | -          | -          | -          | -          | -          | -          | 17         | 4          | 14         | 3          | 1          | .857       |
| 2006  | CLE   | -         | -         | -         | -         | -         | -         | -          | -          | -          | -          | -          | -          | 50         | 32         | 118        | 6          | 14         | .962       |
| 2007  | CLE   | -         | -         | -         | -         | -         | -         | -          | -          | -          | -          | -          | -          | 19         | 16         | 27         | 4          | 2          | .915       |
| 2008  | CLE   | -         | -         | -         | -         | -         | -         | 1          | 2          | 1          | 0          | 1          | 1.000      | 76         | 43         | 155        | 6          | 19         | .971       |
| 2009  | CLE   | -         | -         | -         | -         | -         | -         | 45         | 380        | 23         | 5          | 47         | .988       | -          | -          | -          | -          | -          | -          |
| 2010  | CLE   | 1         | 0         | 0         | 0         | 0         | ----      | 32         | 186        | 11         | 2          | 17         | .990       | 45         | 21         | 55         | 9          | 6          | .894       |
| 2014  | ARI   | -         | -         | -         | -         | -         | -         | -          | -          | -          | -          | -          | -          | 4          | 1          | 7          | 0          | 1          | 1.000      |
| MLB   | MLB   | 1         | 0         | 0         | 0         | 0         | ----      | 78         | 568        | 35         | 7          | 65         | .989       | 211        | 117        | 376        | 28         | 43         | .946       |

### 背番号
- 11 (2005年)
- 15 (2006年、2008年 - 2009年途中)
- 30 (2007年)
- 25 (2009年途中 - 2010年)
- 28 (2014年)
- 5   (2015年 - 2016年)